# Мирський Артем Юрійович
Арте́м Ю́рійович Ми́рський — солдат Збройних сил України, учасник російсько-української війни.

## Бойовий шлях
Солдат військової служби за контрактом, військовослужбовець 1-ї механізованої роти 1-го механізованого батальйону 72-ї окремої механізованої бригади, в/ч А2167, м. Біла Церква.
У зв'язку з російською збройною агресією проти України підрозділи 1-го механізованого батальйону виконували завдання в рамках антитерористичної операції на кордоні з РФ, з метою забезпечення охорони та оборони на ділянці східного державного кордону задля уникнення потрапляння в Україну російських бандформувань та зброї.
З травня ніс службу на блокпостах та опорних пунктах у Довжанському районі (на той час — Свердловський район) Луганської області.
24 червня 2014 поблизу села Панченкове, коли рота поверталася з бойового чергування, російські бойовики несподівано почали обстріл опорного пункту з мінометів та ПТРК. Протитанкова керована ракета поцілила у БМП-2, загинув молодший сержант Олексій Приходько та старший солдат Віталій Цибора, троє бійців зазнали поранень — кримчанин сержант Олександр Чухліб, солдати Артем Мирський та Сергій Борисенко.
Проходив лікування після поранення.

## Нагороди
29 вересня 2014 року — за особисту мужність і героїзм, виявлені у захисті державного суверенітету та територіальної цілісності України, відзначений — нагороджений орденом «За мужність» III ступеня.